# Juan Aponte
Juan Pablo Aponte Gutiérrez (Portachuelo, Provincia Sara, Santa Cruz, 18 de mayo de 1992) es un futbolista boliviano.

## Selección nacional
El 2017 fue convocado por el entrenador Mauricio Soria a la selección de fútbol de Bolivia para disputar las Eliminatorias Sudamericanas rumbo a Rusia 2018.

### Participaciones en Eliminatorias
| Eliminatorias              | Sede            | Resultado | Partidos | Goles |
| -------------------------- | --------------- | --------- | -------- | ----- |
| Eliminatorias Mundial 2018 | América del Sur | 9° lugar  | 2        | 0     |

## Clubes
| Club              | País    | Año         |
| ----------------- | ------- | ----------- |
| Nacional Potosí   | Bolivia | 2011 - 2014 |
| Jorge Wilstermann | Bolivia | 2014 - 2020 |
| Oriente Petrolero | Bolivia | 2021        |
| The Strongest     | Bolivia | 2022        |
| Jorge Wilstermann | Bolivia | 2023        |

## Palmarés

### Títulos nacionales
| Título           | Club              | País    | Año           |
| ---------------- | ----------------- | ------- | ------------- |
| Primera División | Jorge Wilstermann | Bolivia | Clausura 2016 |
| Primera División | Jorge Wilstermann | Bolivia | Apertura 2018 |
| Primera División | Jorge Wilstermann | Bolivia | Clausura 2019 |